# منال بنت محمد بن راشد آل مكتوم
الشيخة منال بنت محمد بن راشد آل مكتوم هي ابنة الشيخ محمد بن راشد آل مكتوم، نائب رئيس الدولة، رئيس مجلس الوزراء، حاكم دبي، وزوجة الشيخ منصور بن زايد آل نهيان نائب رئيس مجلس الوزراء، وزير شؤون الرئاسة في الإمارات، حاصلة على الماجستير في التسويق من الجامعة الأمريكية بدبي وبكالوريوس الفنون الجميلة.

## نشاطها الاجتماعي
أطلقت الشيخة منال مبادرة المنال الإنسانية في عام 2013 لدعم العمل الإنساني بجميع مجالاته وعلى كافة الأصعدة. تنظم المبادرة سنويًا العديد من الأنشطة التي تهدف إلى خدمة القضايا المجتمعية المحلية والإقليمية والدولية، وتشمل مجالات التعليم، والصحة، والتغذية، والطفل والأسرة، بالإضافة إلى البرامج الاجتماعية، التوعوية، والتربوية.
كما تقدم الشيخة منال الدعم المالي لمركز دبي للتوحد عبر نادي دبي للسيدات، بهدف مساعدة المركز في تطوير وتعزيز دوره. وهي أيضًا سفيرة لمؤسسة دبي العطاء، حيث نظمت مزادًا خيريًا تبرعت خلاله بإحدى أعمالها الفنية.
الشيخة منال تعد من أبرز رعاة الفنون في الإمارات، حيث أطلقت "جائزة الشيخة منال بنت محمد للفنانين الشباب" في عام 2006، وهي مسابقة للفنون التشكيلية تهدف إلى دعم الفنانين الناشئين في دولة الإمارات.
في عام 2003، أسست الشيخة منال نادي دبي للسيدات. في نوفمبر 2006، أطلقت الشيخة منال مؤسسة دبي للمرأة . في عام 2012، أطلقت الشيخة منال مبادرة "المرأة في مجالس الإدارة".

## حياتها الخاصة
الشيخة منال هي الابنة الكبرى للشيخ محمد بن راشد آل مكتوم حاكم دبي الحالي من زوجته السابقة رندا بنت محمد البنا. وهي الأخت غير الشقيقة لولي العهد حمدان. تخرجت الشيخة منال بدرجة البكالوريوس في التصميم الداخلي ودرجة الماجستير في التسويق من الجامعة الأمريكية في دبي.
تزوجت من الشيخ منصور بن زايد آل نهيان من أبوظبي في 2 مايو 2005. وأنجبت:
- فاطمة بنت منصور آل نهيان (من مواليد 9 يونيو 2006)
- محمد بن منصور آل نهيان (من مواليد 4 ديسمبر 2007)
- حمدان بن منصور آل نهيان (من مواليد 21 يونيو 2011)
- لطيفة بنت منصور آل نهيان (من مواليد 23 يناير 2014)
- راشد بن منصور آل نهيان (من مواليد 22 مارس 2017).[15]